# Witham Friary
Witham Friary is een civil parish in het bestuurlijke gebied Mendip, in het Engelse graafschap Somerset met 399 inwoners.